# Historia de la selección de rugby de Francia

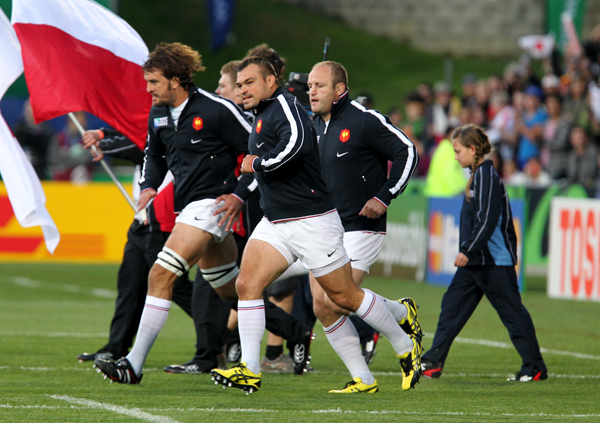
Francia en Nueva Zelanda 2011. El equipo aún no ha logrado consagrarse campeón del Mundo.

La historia de la selección de rugby de Francia se inicia con la llegada del rugby al país en el siglo XIX.

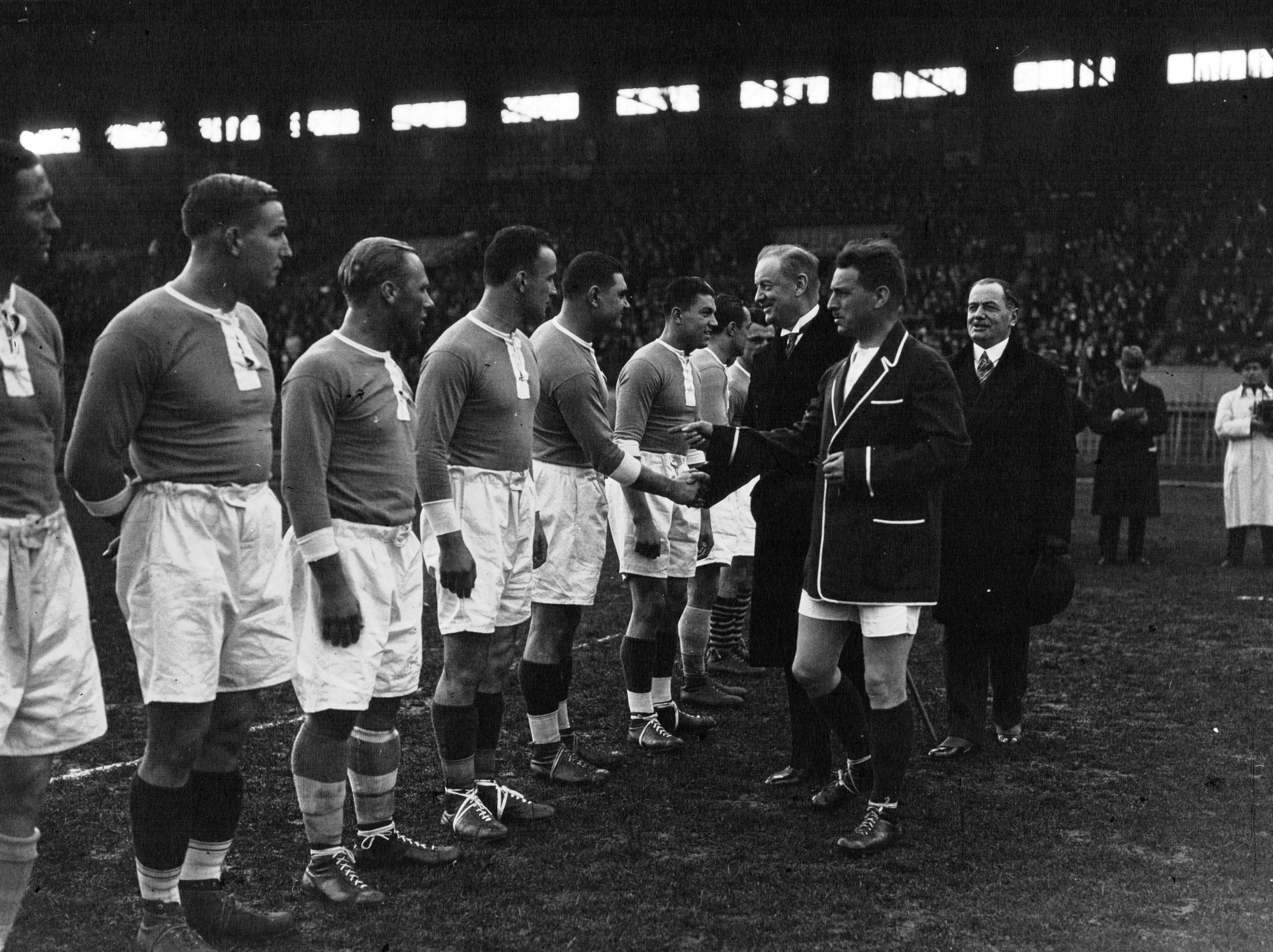
Les Bleus de 1933.

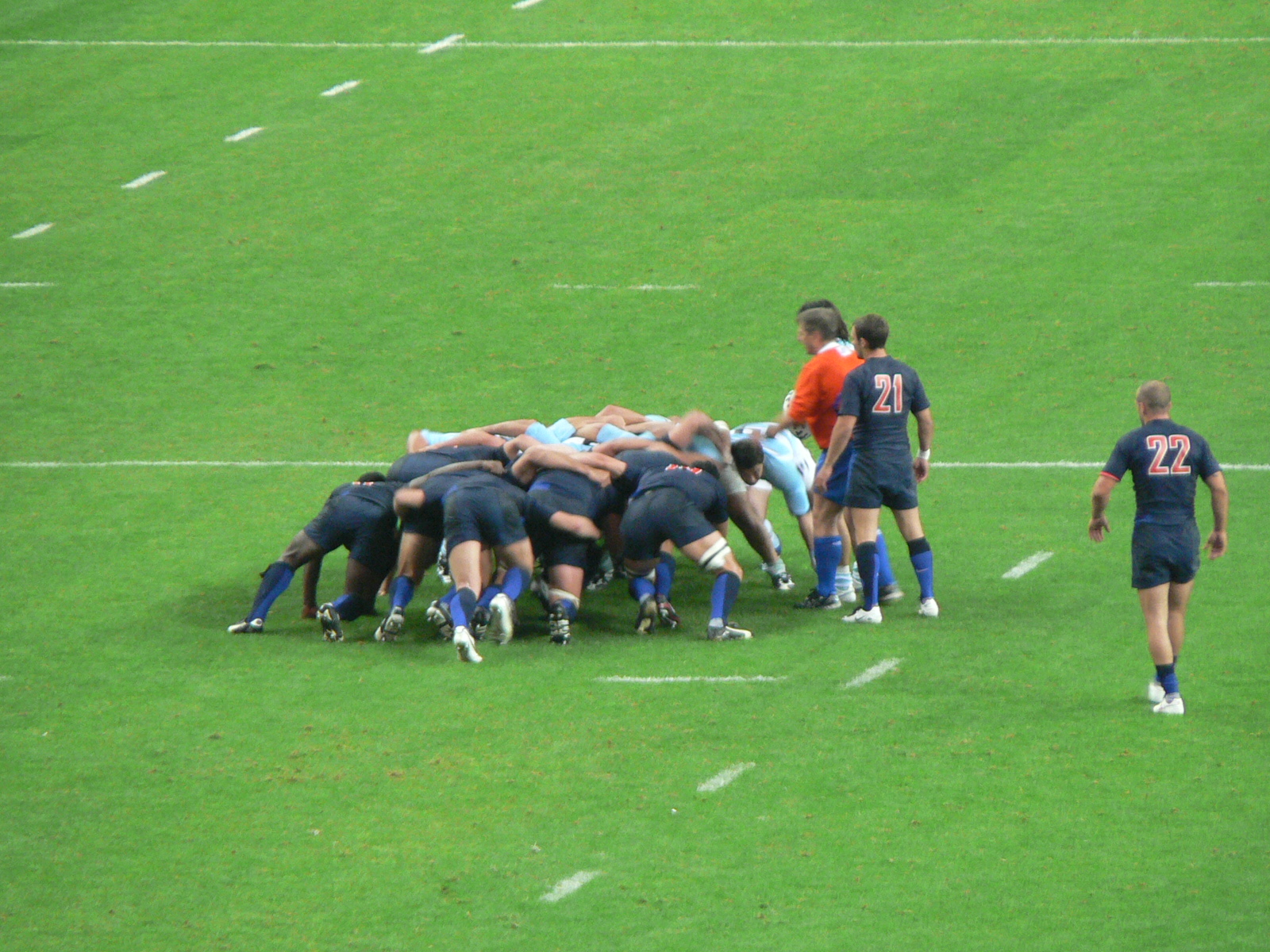
Francia fue sede del Mundial 2007 y perdió contra Argentina en la inauguración del torneo.

## Origen
El rugby fue introducido en Francia por comerciantes y estudiantes en 1872. Aunque en los Juegos olímpicos de 1900 la representación francesa logró la medalla de oro (ante un equipo británico y otro alemán), su primer partido internacional no tuvo lugar hasta el día de 1906, cuando se enfrentó a la selección de Nueva Zelanda.

## Cinco Naciones
En 1910 tuvo lugar su inclusión en el Torneo de las 5 Naciones. En 1913 se enfrentó a la selección de Sudáfrica (Springboks) por primera vez, perdiendo 38-5. A lo largo de la década de los años 20 Francia lograría dos medallas de plata olímpicas al perder las finales de los Juegos de 1924 y 1928 frente a la selección de Estados Unidos.
En 1932 Francia fue expulsada del Torneo de las 5 naciones porque se acusaba a la Liga Francesa de contar con jugadores profesionales en un momento en el que el Rugby Union era estrictamente amateur. En 1939 volvió a ser invitada a formar parte del Torneo 5 Naciones, pero no compitió hasta 1947 debido al desarrollo de la 2.ª Guerra Mundial.
El rugby francés experimentó un espectacular desarrollo en las décadas de 1950 y 1960. En 1954 logró su primer título del 5 Naciones empatada con Inglaterra y Gales logrando el primer título en solitario en 1959 al vencer tres partidos y empatar el restante frente a Inglaterra.
En 1958 Francia se convirtió en el primer país en vencer a Sudáfrica en una serie. En 1961 realizó una gira por Nueva Zelanda y Australia perdiendo los dos partidos frente a los All Blacks pero venciendo a los australianos (Wallabies). En 1968 se alzó con su primer Grand Slam en el 5 Naciones. En la década de los 70 el Rugby francés continuó con su progresión y se alzó con su segundo Grand Slam en 1977. Asimismo ese año lograron su primera victoria frente a los All Blacks al vencerles en un encuentro disputado en Toulouse, aunque perderían el partido de vuelta en París. Y por fin el día de la Bastilla de 1979 la selección francesa logró batir a los All Blacks en Nueva Zelanda.
La década de los 80 comenzó con la consecución del tercer Grand Slam, al vencer a Inglaterra en Twickenham. En 1987 lograron su cuarto Grand Slam y en 1989 se enfrentaron contra los British and Irish Lions con motivo del Bicentenario de la Revolución francesa, fue la primera y última vez que se realizó el histórico partido.

## Copa del Mundo
Alcanzaron el Subcampeonato Mundial en la primera edición de la Copa el Mundo al perder frente a Nueva Zelanda (29-9) en Eden Park, Auckland.
Francia acogió algunos partidos de la Copa del Mundo de 1991, pero fue eliminada al perder en cuartos de final frente a Inglaterra. En la Copa del Mundo de 1995, y tras partir como una de las favoritas tras su gira por Nueva Zelanda en 1993 (dos victorias por cero derrotas) alcanzó las semifinales donde fue derrotada por la selección anfitriona y a la postre campeona, Sudáfrica. En el partido por el tercer puesto vencería a Inglaterra.

## Profesionalismo
En 1998 y 1999 alcanzaron dos Grand Slam consecutivos en el 5 Naciones y en la Copa del Mundo de 1999 cayeron en la final frente a Australia.
En el año 2000 el Torneo Cinco Naciones pasó a llamarse Torneo de las 6 Naciones tras la inclusión de Italia. En la Copa Mundial de Rugby de 2003 en Australia se clasificaron para semifinales donde fueron derrotados por quien a la postre resultaría campeón, Inglaterra. En 2004, ganaron un segundo Grand Slam en el Seis Naciones, a lo que siguió un Campeonato en 2006 y una exitosa defensa en 2007.
Durante la inauguración de la Copa Mundial de Rugby de 2007, Argentina derrotó a Francia 17–12. Sin embargo, después de derrotar a Irlanda 25–3, Francia se clasificó para cuartos de final. Después de derrotar a Nueva Zelanda 20–18, perdieron con Inglaterra 14–9 en la semifinal. Francia entonces perdió por segunda vez frente a Argentina por 34–10 en el partido por el tercer puesto. En 2010, Francia ganó su noveno Grand Slam.

### Años 2010
Durante la Copa Mundial de Rugby 2011, Francia derrotó a Gales 9–8 en la semifinal en Eden Park de Auckland, Nueva Zelanda, el 15 de octubre de 2011 y a la semana siguiente perdieron 8–7 con los All Blacks en la final con lo que alcanzaba su tercera derrota en una final.
En la Copa Mundial de Rugby de 2015 sufren en cuartos de final una severa derrota frente a Nueva Zelanda 13-62 en el Millenium Stadium de Cardiff, siendo la primera vez que un equipo pasaba de la barrera de los 50 puntos en un encuentro de cuartos de final de un Mundial. Tras la eliminación de la copa del mundo la selección francesa decide dar un cambio de timón contratando al exitoso entrenador Guy Novès con la intención de volver a la senda del éxito mediante un rugby más dinámico. En diciembre de 2017 Novès es destituido debido a la mala trayectoria del equipo con un balance de 13 derrotas, 1 empate y tan solo 7 victorias, y Jacques Brunel pasa a ser el nuevo entrenador

## Entrenadores

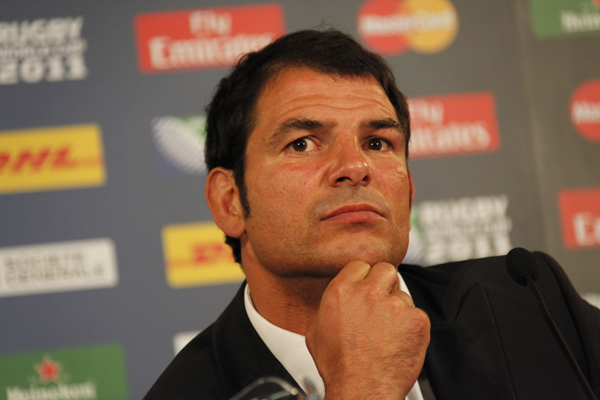
Marc Lièvremont llevó al equipo a la Final de la Copa del Mundo, luego de más de una década.

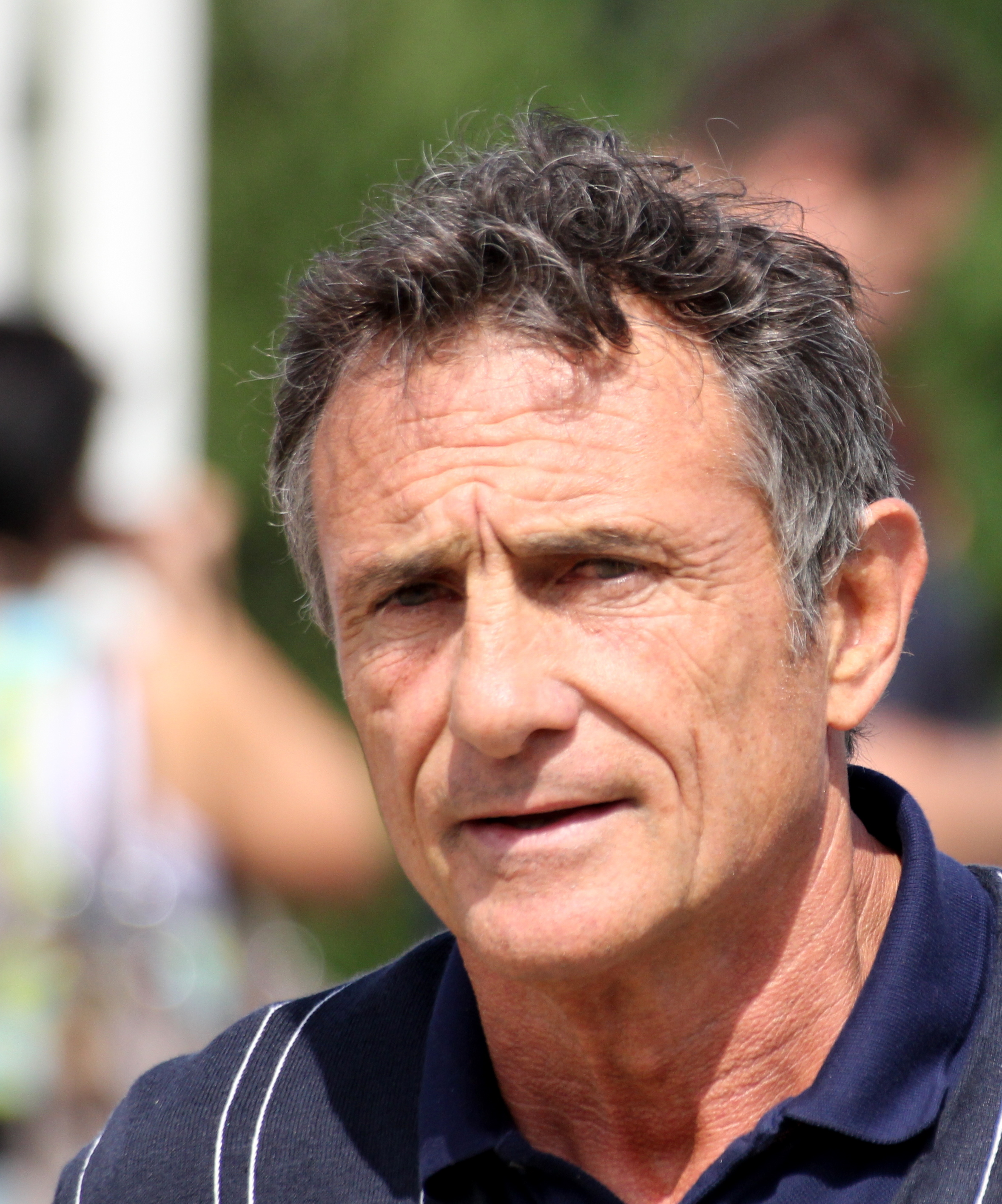
Guy Novès fracasó como entrenador del equipo.

El puesto de entrenador en la selección francesa ha cambiado de mano con asiduidad, debido al estatus de deporte amateur a lo largo de la historia, el trabajo de decidir las tácticas y dirigir los entrenamientos recaía sobre el capitán o sobre los jugadores más veteranos. Vivo ejemplo de esta tradición es el caso de Jacques Fouroux, entre los años 1973 y 1980 el equipo estaba entrenado por Jean Desclaux pero era Jacques Fouroux el principal responsable de las tácticas a aplicar sobre el campo. Fouroux jugó como medio melé y capitaneó a la selección francesa a lograr el Grand Slam de 1977 en el 5 Naciones. En 1981 Fouroux con tan solo 33 años, fue designado seleccionador en sustitución de Desclaux. Bajo su dirección Francia logró 6 títulos en el Torneo 5 Naciones, incluyendo 2 Grand Slam, a pesar de los éxitos logrados, el juego bajo el mando de Fouroux fue severamente criticado tanto en cuanto se apartaba del tradicional juego de ataque francés para jugar de forma más defensiva. En 1990 tras una derrota frente Rumanía, Fouroux dejó el cargo.
Fouroux fue sustituido por Daniel Dubroca, quien dirigió a la selección francesa en la Copa del Mundo de 1991, Dubroca solo permaneció un año en el cargo y abandonó el puesto tras un violento enfrentamiento con el árbitro David Bishop en el partido que enfrentó a Francia frente a Inglaterra en los cuartos de final de la Copa del Mundo 1991. Le sustituyó en el puesto Pierre Berbizier quien dirigió al equipo hasta la Copa del Mundo de 1995.

### Profesionalismo
El sustuto de Berbizier, Jean-Claude Skrela, llevó al equipo a ganar los Grand Slam de 1998 y 1999, pero dejó el puesto tras la derrota en la final de la Copa del Mundo de 1999 frente a Australia. Bernard Laporte ocupó el puesto hasta la Copa del Mundo de 2007 tras la cual ocupó el puesto Marc Lièvremont. El tiempo de Lièvremont como entrenador estuvo marcado por las elecciones inconsistentes y sorprendentes para la selección, y descontento entre los jugadores. Hubo algunos momentos destacados, especialmente las derrotas frente a Nueva Zelanda en Dunedin y Sudáfrica en Toulouse, y en el Grand Slam en el Torneo de las Seis Naciones 2010. Pero también se produjo una derrota 59–16 frente a Australia en París, una derrota 22–21 frente a Italia en el Torneo de las Seis Naciones 2011, y 19–14 frente a Tonga durante la Copa Mundial de Rugby de 2011. En agosto de 2011, antes de la Copa del Mundo, se anunció que Philippe Saint-André reemplazaría a Lièvremont y guiaría a Francia hacia la Copa Mundial de Rugby de 2015. Esto no supuso ninguna sorpresa para Lièvremont, pues ya había anunciado en mayo de 2010 que no continuaría como entrenador de Francia después de la Copa Mundial.
Francia no impresionó bajo Saint-André, siendo su mejor puesto en el Seis Naciones durante su desempeño del cargo e incluso obteniendo la cuchara de madera en 2013. Después del Seis Naciones 2015, anunció su dimisión para hacerse efectiva tras la Copa Mundial y sería reemplazado por Guy Novès.